# یواس‌اس رنو (سی‌ال-۹۶)
یواس‌اس رنو (سی‌ال-۹۶) (به انگلیسی: USS Reno (CL-96)) یک کشتی بود که طول آن ۵۴۱ فوت (۱۶۵ متر) بود. این کشتی در سال ۱۹۴۲ ساخته شد.